# Morning Musume Concert Tour 2010 Haru ~Pikappika!~
Albums de Morning Musume
Concert Tour 2009 Aki
(2010) Concert Tour 2010 Aki
(2011)
Morning Musume Concert Tour 2010 Haru ~Pikappika!~ (モーニング娘。コンサートツアー2010春 ~ピカッピカッ!~) est une vidéo musicale (DVD) du groupe de J-pop Morning Musume, la vingt-troisième d'un concert du groupe.

## Présentation
La vidéo sort au format DVD le 14 juillet 2010 au Japon sous le label zetima et en Blu-ray le 27 octobre 2010. Le DVD atteint la 6e place à l'Oricon. Il se vend à 8 731 exemplaires la première semaine et reste classé pendant quatre semaines, pour un total de 10 298 exemplaires vendus durant cette période.
Le concert avait été filmé deux mois auparavant, le 5 mai 2010, dans la salle Nakano Sunplaza, en promotion de l'album 10 My Me dont tous les titres sont interprétés. Quinze titres sortis en singles (dont deux en "face B") sont interprétés, dont six dans un medley. Trois titres ne sont interprétés que par quelques membres du groupe.

## Membres
- 5e génération : Ai Takahashi, Risa Niigaki
- 6e génération : Eri Kamei, Sayumi Michishige, Reina Tanaka
- 8e génération : Aika Mitsui, Jun Jun, Lin Lin

## Liste des titres
| 1.  | Opening (présentation)                                                                                                |  |
| 2.  | Moonlight night ~Tsukiyo no Ban da yo~ (Moonlight night ~月夜の晩だよ~) (de l'album 10 My Me)                         |  |
| 3.  | Kimagure Princess (気まぐれプリンセス) (de l'album 10 My Me)                                                          |  |
| 4.  | VTR (...) (VTR映像 (メンバー紹介) (présentation des membres)                                                          |  |
| 5.  | Renai Revolution 21 (恋愛レボリューション21) (de l'album 4th Ikimasshoi!)                                             |  |
| 6.  | MC 1 (présentation)                                                                                                   |  |
| 7.  | Aishite Aishite Ato Ippun (愛して 愛して 後一分) (du single Kimagure Princess)                                        |  |
| 8.  | Nanchatte Renai (なんちゃって恋愛) (de l'album 10 My Me)                                                              |  |
| 9.  | Shōganai Yume Oibito (しょうがない 夢追い人) (de l'album 10 My Me)                                                    |  |
| 10. | MC 2 (présentation)                                                                                                   |  |
| 11. | Ano Hi ni Modoritai (あの日に戻りたい) (par Takahashi et Niigaki) (de l'album 10 My Me)                               |  |
| 12. | Osaka Umainen (大阪 美味いねん) (par Mitsui, Jun Jun, Lin Lin) (de l'album 10 My Me)                                  |  |
| 13. | Ookii Hitomi (大きい瞳) (par Kamei, Michishige, Tanaka) (de l'album 10 My Me)                                         |  |
| 14. | Resonant Blue (リゾナント ブルー) (de l'album Platinum 9 Disc)                                                        |  |
| 15. | MC 3 ~ Music Video Eizo "Seishun Collection" (Music Video 映像 [♪青春コレクション])                                   |  |
| 16. | Single Medley: Love Machine /The Peace! /Kanashimi Twilight /Koi no Dance Site /Roman ~My Dear Boy~ /Koko ni Iruzee!  |  |
| 17. | MC 4 (présentation)                                                                                                   |  |
| 18. | Ame no Furanai Hoshi de wa Aisenai Darō? (Chinese Ver.) (雨の降らない星では愛せないだろう? (中国語Ver.) (de 10 My Me) |  |
| 19. | Onna ga Medatte Naze Ikenai (女が目立って なぜイケナイ) (de l'album 10 My Me)                                         |  |
| 20. | 3, 2, 1 Breakin' Out! (3, 2, 1 BREAKIN' OUT!) (du single Shōganai Yume Oibito)                                        |  |
| 21. | Mikan (みかん) (de l'album Platinum 9 Disc)                                                                           |  |
| 22. | Genki Pikappika! (元気ピカッピカッ!) (de l'album 10 My Me)                                                            |  |
| 23. | MC 5 (présentation)                                                                                                   |  |
| 24. | Loving you forever (de l'album 10 My Me)                                                                              |  |
| 25. | How Do You like Japan ~Nihon wa Donna Kanji Dekka?~ (HOW DO YOU LIKE JAPAN? ~日本はどんな感じでっか?~) (de Rainbow 7) |  |
| 26. | MC 6 (présentation)                                                                                                   |  |
| 27. | Namidacchi (涙ッチ) (de l'album 10 My Me)                                                                             |  |

Détails de la piste 16
Single Medley : Love Machine / The Peace! / Kanashimi Twilight / Koi no Dance Site / Roman ~My Dear Boy~ / Koko ni Iruzee!

(【シングルメドレー】 LOVEマシ－ン⇒ザ☆ピ～ス!⇒悲しみトワイライト⇒恋のダンスサイト⇒浪漫 ~MY DEAR BOY~⇒ここにいるぜぇ!)
- Love Machine (LOVEマシーン) (de l'album 3rd -Love Paradise-)
- The Peace! (ザ☆ピ~ス!) (de l'album 4th Ikimasshoi!)
- Kanashimi Twilight (悲しみトワイライト) (de l'album Platinum 9 Disc)
- Koi no Dance Site (恋のダンスサイト) (de l'album 3rd -Love Paradise-)
- Roman ~My Dear Boy~ (浪漫 ~MY DEAR BOY~) (de l'album Ai no Dai 6 Kan)
- Koko ni Iruzee! (|ここにいるぜぇ!) (de l'album No.5)